# Vincenzo Borgarello
Vincenzo Borgarello (Cambiano, 9 de mayo de 1884 – Turín, 6 de junio de 1969) fue un ciclista italiano, profesional entre 1910 y 1914. 
Corrió para los equipos Peugeot, Legnano y Atala. En 1912 fue escogido por los aficionados italianos como el ciclista más famoso del momento en una encuesta promovida por el diario la Gazzetta dello Sport después de haber ganado etapas en el Giro de Italia y en el Tour de Francia.

## Palmarés
- 1910
  - 1º en el Giro del Piemonte.
- 1911
  - Vencedor de una etapa del Giro de Italia 1911.
- 1912
  - Vencedor de 2 etapas del Tour de Francia 1912.
  - Vencedor de 3 etapas del Giro de Italia 1912.

### Resultados en el Giro de Italia
- Giro de Italia 1911: Vencedor de una etapa.
- Giro de Italia 1912: Vencedor de tres etapas.

### Resultados en el Tour de Francia
- Tour de Francia 1912: 13º a la clasificación general y vencedor de dos etapas. 1 día como líder de la carrera